# 亮島人
亮島人（英語：Liangdao Man），是在中華民國福建省連江縣亮島島尾考古遺址發現的晚期智人遺骨。於2011年首次發掘，稱為亮島人一號（Liangdao Man I），經碳十四定年，生存年代為西元前6100年，距今8200年。2012年，再度發掘出亮島人二號（Liangdao Man II），碳十四定年為距今7590年至7530年，約在西元前5400年。
亮島人為現今已出土最早的南島古人類，也是中國閩江流域發現最早的新石器時代人骨，最早的南島民族。對於研究亞洲大陸東南沿海早期人類活動有重大意義。

## 概論
亮島人最早由中央研究院歷史語言研究所考古學家陳仲玉率領的馬祖亮島考古隊，於2011年至2012年發掘亮島島尾考古遺址發現，根據發現地命名為亮島人。
於2012年，陳仲玉教授與國立清華大學人類學研究所邱鴻霖合作，在同一地點繼續挖掘出亮島人二號遺體，並因此將先發掘出亮島人改稱為亮島人一號。
根據遺址文物，陳仲玉認為亮島人並不是長期居住在亮島，而是季節性來到島上採集資源。

## 考古特徵
亮島人一號，以屈肢葬方式下葬，遺體包括頭骨及四肢，保存約75%。由遺骨推斷為男性，身高約160公分，由上肢與後背推斷其體格結實，肌肉活動量大。以臼齒磨損推斷年紀約30歲。由碳十四定年，推斷生存年代在距今8,320年至8,160年之間，屬於中石器時代。
根據頭骨病理特徵，其兩個外耳都有骨腫現象，俗稱衝浪者之耳。推斷在生前應該長期進行潛水活動，在水底捕獵，在低溫下活動，受水壓及冷風影響造成。其身上發現有骨刺及疑似關節炎，是經常進行跳躍活動造成。可能是長年在礁石間跳躍，從事潛水漁獵與岸礁資源採集造成。
亮島人二號為女性，也以屈肢葬下葬。屬於新石器時代。

## 體質人類學研究
國立清華大學人類學研究所副教授邱鴻霖在2012年測量亮島人一號與二號頭骨，認為亮島人為南方人種，與沖繩港川人、菲律賓、臺灣的原住民頭骨形態接近。
澳洲Peter Bellwood教授認為，由體質人類學分析，亮島人一號為澳美人種，可能是第一批離開非洲的現代智人。
日本學者松村博文認為亮島人的發掘，證實他提出的二層假說。他認同亮島人一號為澳美人種，為第一批離開非洲的現代智人。離開非洲的現代智人，在距今十萬年，沿著歐亞大陸南方路徑，由喜馬拉雅山脈南側，進入東南亞，為第一次擴張。現代人類的第二次擴張，距今約七萬年前，這次擴張分成兩個路線，一支擴散到歐洲，另一支抵達亞洲後，由西亞進入中亞，到達西伯利亞，成為蒙古人種，為東北亞人種的祖先。亮島人二號混有蒙古人種特徵，代表蒙古人種南下，與澳美人種相遇，可能是南島民族的起源。

## 分子生物學研究
中國醫藥大學副校長葛應欽教授將亮島人指骨送往德國馬克思·普朗克人類演化研究所（Max Planck Institute for Evolutionary Anthropology）進行DNA研究。
由Mark Stoneking博士，與葛應欽、葛明軒父子的DNA研究發現，亮島人一號的粒腺體DNA（mtDNA）為單倍群E，亮島人二號則為R9單倍群。E與R9單倍群主要出現在現代台灣原住民與東南亞原住民族中，少見於中國東南地區族群。葛應欽認為，這代表亮島人存在年代早於南島民族開始語言分化之前，是南島民族的共同先祖，可以視為是原始南島民族（Proto-Austronesian）。這顯示南島民族最早源自亞洲大陸東南地區，在西元前八千年開始擴張，遷往台灣，在台灣形成南島民族，再往東南亞擴張。
沙加爾認為，與亮島人DNA（mtDNA）中的E單倍群，親緣最接近的是漢藏族的M9a單倍群。這代表漢藏族與南島民族是姐妹民族，前南島民族可能來自中國北方。